# Merian C. Cooper
Merian Caldwell Cooper (Jacksonville, 24 oktober 1893 – San Diego, 21 april 1973) was een Amerikaanse piloot, officier van zowel de United States Air Force als de Luchtmacht van de Poolse Republiek, regisseur, scriptschrijver en filmproducer. Cooper is vooral bekend van de film King Kong uit 1933.
Cooper was de vader van de Poolse vertaler en schrijver Maciej Słomczyński, en was getrouwd met Dorothy Jordan.

## Biografie

### Jonge jaren
Cooper werd geboren als zoon van John C. Cooper en Mary Caldwell. Hij ging in 1912 naar de United States Naval Academy, maar moest in 1915 noodgedwongen de opleiding verlaten. In 1916 werd hij lid van de Georgia National Guard om te helpen bij de jacht op Pancho Villa in Mexico.
Tijdens de Eerste Wereldoorlog was Cooper piloot van een bommenwerper. Hij werd neergeschoten en gevangengenomen door de Duitsers, waarna hij de rest van de oorlog doorbracht in een krijgsgevangenenkamp.

### Poolse onafhankelijkheid

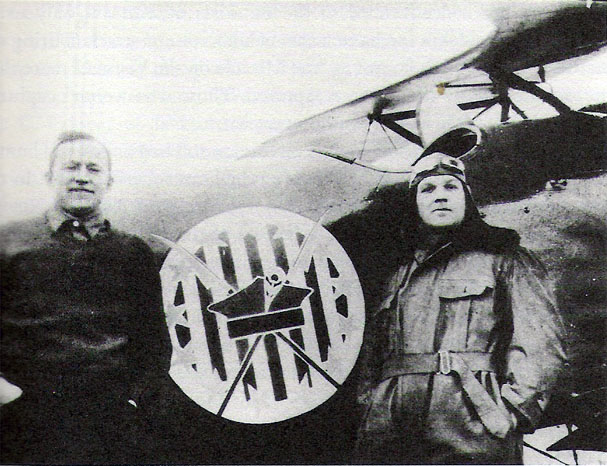
Amerikaanse vrijwilligers Merian C. Cooper (links) en Cedric Fauntleroy, als lid van het Kosciuszko Squadron van de Poolse luchtmacht.

Van eind 1919 tot de sluiting van het Verdrag van Riga in 1921 was Cooper een vrijwillig lid van het Amerikaanse luchtmachtsquadron genaamd het Kościuszko Squadron, welke het Poolse leger steunde in de Pools-Russische Oorlog. Op 26 juli 1920 werd Coopers vliegtuig neergeschoten, waarna Cooper werd gevangengenomen door de Sovjets en negen maanden doorbracht in een krijgsgevangenenkamp. Hij ontsnapte net voor het einde van de oorlog, en wist naar Letland te vluchten. Hij kreeg als dank voor zijn optreden in de oorlog de Virtuti Militari, de hoogste Poolse militaire onderscheiding, van de Poolse commandant Józef Piłsudski. Dertien jaar later werd deze onderscheiding hem echter weer ontnomen vanwege zijn vele antisemitische uitspraken over de commandant in de Amerikaanse pers.
Tijdens zijn verblijf in het kamp schreef Cooper de autobiografie Things Men Die For by "C". Hij gaf het manuscript aan Dagmar Matson. In 1927 werd het boek gepubliceerd. Net na de uitgave kreeg Cooper zijn bedenkingen over de persoonlijke zaken die hij erin had vermeld, en vroeg Dagmar elk exemplaar dat ze kon vinden te kopen. Ze slaagde erin 5000 exemplaren te bemachtigen. Cooper en Dagmar hielden beide een kopie, terwijl de andere exemplaren werden vernietigd.
Coopers belevenissen als piloot bij de Poolse luchtmacht vormden de basis voor de Poolse oorlogsfilm Gwiaździsta eskadra. Deze film was de duurste Poolse film ooit gemaakt voor de Tweede Wereldoorlog. Alle exemplaren werden echter vernietigd door de Sovjets in de jaren na de Tweede Wereldoorlog.

### Tweede Wereldoorlog
Hoewel Cooper bij het uitbreken van de Tweede Wereldoorlog officieel al oud genoeg was om niet meer in dienst te hoeven, meldde hij zich toch als kolonel bij de United States Army Air Forces. Hij diende in China als chief of staff voor generaal Claire Lee Chennault van de China Air Task Force — beter bekend als de "Flying Tigers". Van 1943 tot 1945 diende hij in de zuiden van de Grote Oceaan als chief of staff voor de Fifth Air Forces bombardementscommando.
Cooper leidde vele missies en plande deze om het verlies van levens tot een minimum te beperken. Hij stond bekend om zijn harde werk. Tegen het einde van de oorlog kreeg hij promotie tot brigadier-generaal. Hij was ook aanwezig op de USS Missouri als getuige van de Japanse overgave.

### Filmcarrière
Cooper leidde zowel voor als na de Tweede Wereldoorlog filmproducties voor RKO Radio Pictures. Hij werkte geregeld samen met Ernest B. Schoedsack. Cooper diende ook van 1934 tot 1936 als vicepresident voor de productie bij Pioneer Pictures, en van 1936 tot 1937 als vicepresident van Selznick International Pictures.
Cooper begon zijn filmcarrière met documentaires voor Paramount Pictures zoals Grass (1925) en Chang (1927), welke beeldmateriaal opgenomen in de natuur combineerde met in scène gezette stukken. In Chang gebruikte hij deze techniek om een olifantenstormloop in de film te verwerken. Zijn film The Four Feathers werd opgenomen tussen de strijdende stammen van de Soedan.
Tijdens zijn carrière was Cooper een voorstander van technische innovatie. De film King Kong, waar hij aan meeschreef, regisseerde en zelfs een cameo in had, was een doorbraak op het gebied van special effects. Cooper had ook succes met de film She (1935). Cooper hielp de weg vrij te maken voor technieken als Technicolor en cinerama.
Cooper was een goede vriend en partner van Westernregisseur John Ford. In 1947 vormden ze samen Argosy Productions en produceeren films als Wagon Master (1950), Rio Grande (1950), The Quiet Man (1952), en The Searchers (1956). Cooper werd genomineerd voor een Academy Award voor zijn rol als producer bij The Quiet Man in 1952, maar verloor de prijs aan Cecil B. DeMille's The Greatest Show on Earth.
Cooper heeft een ster op de Hollywood Walk of Fame. Zijn naam staat op de ster echter verkeerd gespeld als "Meriam C. Cooper".

### Dood
Merian C. Cooper stierf in 1973 op 79-jarige leeftijd aan de gevolgen van kanker.

## Decoraties
- Aviator badge
- Virtuti Militari
- Oorlogskruis 1944 (Polen)
- Kruis van Verdienste (Polen) in goud met Zwaarden
- Distinguished Service Cross (Verenigde Staten)
- Overwinningsmedaille (Verenigde Staten)
- Azië-Pacifische Oceaan Campagne Medaille
- World War II Victory Medal
- Mexicaan Border Service Medal